# Gail Mancuso
Gail Susan Mancuso (Melrose Park, 14 luglio 1958) è una regista statunitense.
Dal 2009 ha diretto diversi episodi di Modern Family esperienza grazie alla quale è stata candidata quattro volte ai premi Emmy, nel 2013 e nel 2014 vincendo il premio per la miglior regia per una serie commedia, e una volta per il Directors Guild of America Award.
In precedenza è stata regista per altre serie televisive di successo, quali 30 Rock, vincendo nel 2008 un Gracie Award, Le regole dell'amore, Cougar Town, Scrubs, Pappa e ciccia, Una mamma per amica, Dharma & Greg e Friends.

## Filmografia parziale
- Camp Wilder - serie TV, 4 episodi (1992-1993)
- La tata (The Nanny) - serie TV, 6 episodi (1994)
- Pappa e ciccia (Roseanne) - serie TV, 51 episodi (1991-1996)
- Sabrina, vita da strega (Sabrina, the Teenage Witch) - serie TV, 2 episodi (1996)
- Susan - serie TV, 2 episodi (1997)
- 1973 - film TV (1998)
- Ellen - serie TV, 7 episodi (1997-1998)
- Friends - serie TV, 14 episodi (1995-1999)
- Stark Raving Mad - serie TV, 5 episodi (1999)
- Prima o poi divorzio! (Yes, Dear) - serie TV, 3 episodi (2000-2001)
- Dharma & Greg - serie TV, 28 episodi (1997-2001)
- Due ragazzi e una ragazza - serie TV, 7 episodi (1999-2001)
- That '80s Show - serie TV, 3 episodi (2002)
- Reba - serie TV, 7 episodi (2001-2003)
- Becker - serie TV, 9 episodi (2001-2003)
- Una mamma per amica (Gilmore Girls) - serie TV, 5 episodi (2001-2003)
- Married to the Kellys - serie TV, 8 episodi (2003-2004)
- Due uomini e mezzo (Two and a Half Men - serie TV, 2 episodi (2004)
- Joey - serie TV, 2 episodi (2004)
- A casa di Fran (Living With Fran) - serie TV, 3 episodi (2005)
- Una pupa in libreria (Stacked) - serie TV, 1 episodio (2005)
- Nobody's Watching - film TV (2006)
- Men in Trees - serie TV, 1 episodio (2006)
- Aliens in America - serie TV, 1 episodio (2007)
- My Name Is Earl - serie TV, 1 episodio (2007)
- Nice Girls Don't Get the Corner Office - film TV (2007)
- Five Year Plan - film TV (2008)
- In the Motherhood - serie TV, 6 episodi (2008-2009)
- The Middle - serie TV, 1 episodio (2009)
- Scrubs - serie TV, 9 episodi (2002-2009)
- 30 Rock - serie TV, 8 episodi (2006-2010)
- Community - serie TV, 1 episodio (2010)
- Chuck - serie TV, 1 episodio (2010)
- Shit My Dad Says - serie TV, 5 episodi (2010)
- Cougar Town - serie TV, 5 episodi (2009-2011)
- Downwardly Mobile - film TV (2012)
- Are You There, Chelsea? - serie TV, 12 episodi (2012)
- Keep Calm and Karey On - film TV (2013)
- Le regole dell'amore (Rules of Engagement) - serie TV, 17 episodi (2007-2013)
- Ground Floor - serie TV, 10 episodi (2013-2014)
- Modern Family - serie TV, 15 episodi (2010-2014)
- Qua la zampa 2 - Un amico è per sempre (A Dog's Journey) (2019)